# جوسيا ثوجواني
جوسيا ثوجواني (بالإنجليزية: Josia Thugwane)‏ هو عداء ماراثون ومسافات طويلة جنوب أفريقي ولد في يوم 15 أبريل 1971، أبرز إنجازاته هو فوزه بالميدالية الذهبية في سباق الماراثون في دورة الألعاب الأولمبية الصيفية 1996 في أتالانتا، كما حقق المركز الأول في عدة سباقات ماراثون في هونولولو وفوكوكا وناغانو. أفضل رقم سجله هو 2:07:28 ساعة في سنة 1997 في اليابان.

## روابط خارجية
- جوسيا ثوجواني على موقع الاتحاد الدولي لألعاب القوى (الإنجليزية)
- جوسيا ثوجواني على موقع اللجنة الأولمبية الدولية (الإنجليزية)
- جوسيا ثوجواني على موقع أوليمبيديا (الإنجليزية)